# Вељко Бакашун
Вељко Бакашун (Сплит, 14. јун 1920 — Корчула, 17. јул 2007) био је југословенски ватерполо репрезентативац. Играо је у одбрани на месту бека.
Као дипломирани инжењер бродоградње, радио је у Бродосплиту, до завршетка радног века 1979. Као 17-то годишњак 1937. постаје члан ВК Јадрана из Сплита у којем остаје до завршетка ватерполо каријере 1959. године. Са Јадраном је освојио 3 титуле ватерполо првака Југославије (1946, 1954, 1957).
Одмах после Другог светског рата постао је и државни репрезентативац. Са репрезентацијом је два пута учествовао на Летњим олимпијским играма 1948 у Лондону и 1952 у Лондону. У Лондону, репрезентација је била друга и освојила своју прву олимпијску медаљу.
Имао је и запажене резултате на наступима на европским првенствима, па тако 1950 у Бечу, освајају бронзу, а 1954 у Торину сребро.
На такмичењу „Трофео Италија“ тадашњем незваничном првенству света 1953. године у холандском граду Најмегену освајају златну медаљу.
После престанка бављења ватерполом, његова га је љубав према мору одвела у Једриличарски клуб Лабуд из Сплита, где је једно време био и председник.
Са својим бродом Јадран редовно је учествовао у једриличарским регатама и у својим позним годинама. Последња регата на којој је учествовао у 86 години била је традиционална Мрдујска регата 2006.
Умро је у Корчули 2007. са пуних 87 година.